# Route des Bosquets
Ne doit pas être confondu avec Route des Bosquets-Mortemart.
La route des Bosquets est une voie située dans le 12e arrondissement de Paris, en France.

## Origine du nom

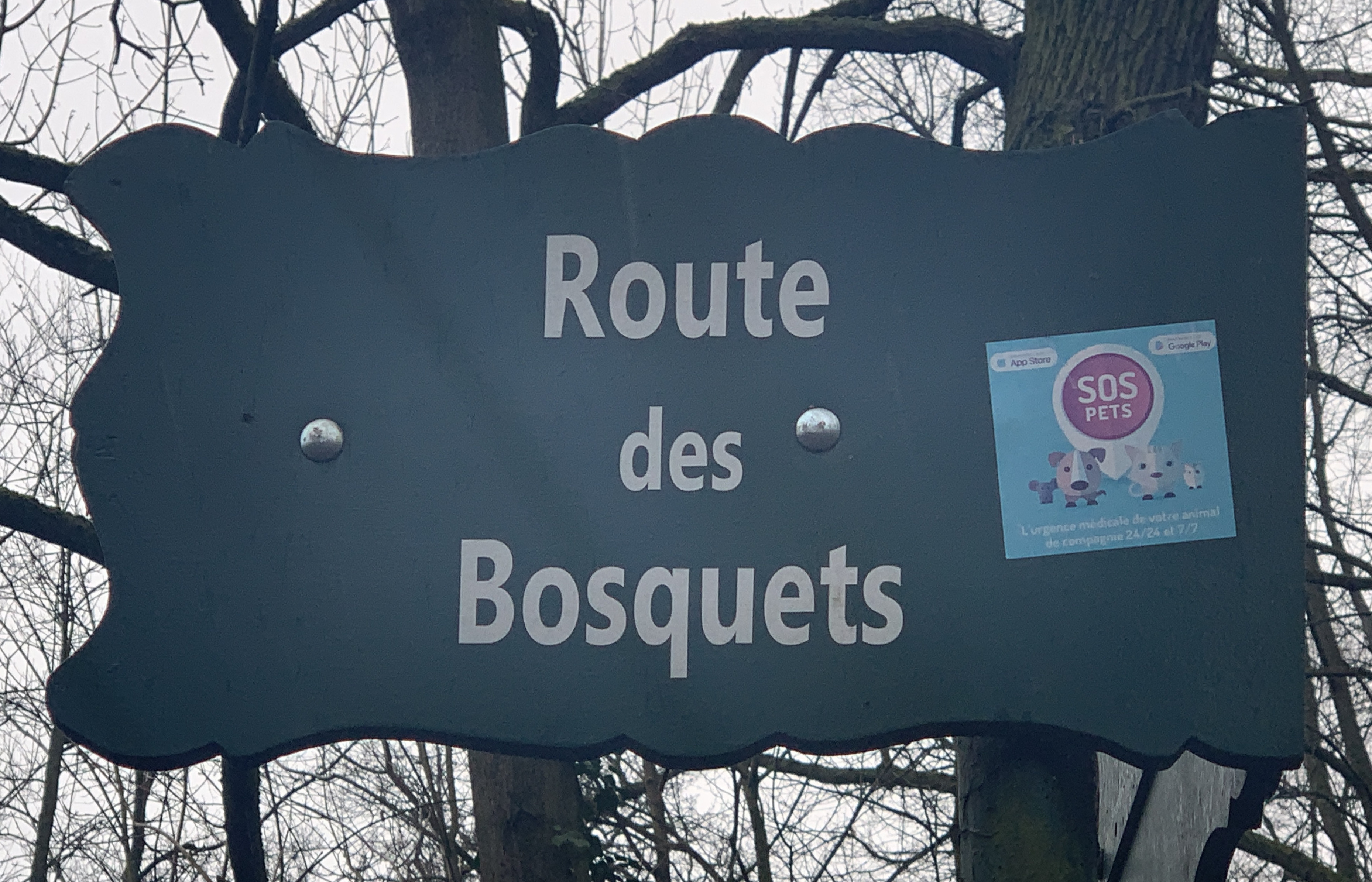
Plaque de la route.